# Robert Ingpen
Robert Roger Ingpen (Geelong, Australia, 13 de octubre de 1936) es un pintor, ilustrador y escritor australiano. Se formó en el Geelong College y obtuvo una diplomatura de artes gráficas en la Universidad politécnica de Melbourne (RMIT). Comenzó a trabajar como diseñador autónomo en 1968.
Ingpen ha escrito o ilustrado más de cien obras, entre las que figuran álbumes para niños e historias de ficción para cualquier edad. También ha dedicado libros a temas históricos, de conservación del entorno y el patrimonio, y de salud. Además de la literatura, el ensayo y el dibujo, ha diseñado sellos postales, pintado murales públicos y concebido estatuas de bronce y tapices.
En 1986 se le concedió el premio Hans Christian Andersen de ilustración. El salón de ilustración de Bolonia de 2002 ofreció una completa muestra de su obra.
Diseñó la Bandera del Territorio del Norte.